# Реактивная тяга
Реактивная тяга — сила, возникающая в результате взаимодействия реактивной двигательной установки с истекающей из сопла струёй расширяющейся жидкости или газа, обладающих кинетической энергией.
В основу возникновения реактивной тяги положен закон сохранения импульса. Реактивная тяга обычно рассматривается как сила реакции отделяющихся частиц. Точкой приложения её считают центр истечения — центр среза сопла двигателя, а направление — противоположное вектору скорости истечения продуктов сгорания (или рабочего тела, в случае не химического двигателя). То есть, реактивная тяга:
- приложена непосредственно к корпусу реактивного двигателя;
- обеспечивает передвижение реактивного двигателя и связанного с ним объекта в сторону, противоположную направлению реактивной струи[2].

## Реактивное движение
Реактивное движение существует в природе и обществе: 

### В природе
Среди животного мира реактивное движение встречается у кальмаров, осьминогов, медуз, каракатиц, морских гребешков и других. Перечисленные животные передвигаются, выбрасывая под давлением вбираемую ими воду. В мире растений реактивное движение встречается у созревших плодов бешеного огурца. При созревании растения его плод отцепляется от плодоножки. Под большим давлением из плода выбрасывается жидкость с семенами, которая направлена противоположно движению плода.

## Величина реактивной тяги

### Формула при отсутствии внешних сил
Если нет внешних сил, то ракета вместе с выброшенным веществом является замкнутой системой. Импульс такой системы не может меняться во времени.
{\displaystyle {\vec {F}}_{p}=m_{p}\cdot {\vec {a}}=-{\vec {u}}\cdot {\frac {\Delta m_{t}}{\Delta t}}}, где
{\displaystyle m_{p}} — масса ракеты
{\displaystyle {\vec {a}}} — её ускорение
{\displaystyle {\vec {u}}} — скорость истечения газов
{\displaystyle {\frac {\Delta m_{t}}{\Delta t}}} — расход массы топлива в единицу времени
Поскольку скорость истечения продуктов сгорания (рабочего тела) определяется физико-химическими свойствами компонентов топлива и конструктивными особенностями двигателя, являясь постоянной величиной при не очень больших изменениях режима работы реактивного двигателя, то величина реактивной силы определяется в основном массовым секундным расходом топлива.

#### Доказательство
До начала работы двигателей импульс ракеты и топлива был равен нулю, следовательно, и после включения сумма изменений векторов импульса ракеты и импульса истекающих газов равна нулю:
{\displaystyle m_{p}\cdot \Delta {\vec {v}}+\Delta m_{t}\cdot {\vec {u}}=0}, где
{\displaystyle \Delta {\vec {v}}} — изменение скорости ракеты
{\displaystyle m_{p}\cdot \Delta {\vec {v}}=-\Delta m_{t}\cdot {\vec {u}}}
Разделим обе части равенства на интервал времени t, в течение которого работали двигатели ракеты:
{\displaystyle m_{p}\cdot {\frac {\Delta {\vec {v}}}{\Delta t}}=-{\frac {\Delta m_{t}}{\Delta t}}\cdot {\vec {u}}}
Произведение массы ракеты m на ускорение её движения a по определению равно силе, вызывающей это ускорение:
{\displaystyle {\vec {F}}_{p}=m_{p}\cdot {\vec {a}}=-{\vec {u}}\cdot {\frac {\Delta m_{t}}{\Delta t}}}

### Уравнение Мещерского
Если же на ракету, кроме реактивной силы {\displaystyle {\vec {F}}_{p}}, действует внешняя сила {\displaystyle {\vec {F}}}, то уравнение динамики движения примет вид:
{\displaystyle m_{p}\cdot {\frac {\Delta {\vec {v}}}{\Delta t}}={\vec {F}}+{\vec {F}}_{p}\Leftrightarrow }
{\displaystyle m_{p}\cdot {\frac {\Delta {\vec {v}}}{\Delta t}}={\vec {F}}+(-{\vec {u}}\cdot {\frac {\Delta m_{t}}{\Delta t}})}
Формула Мещерского представляет собой обобщение второго закона Ньютона для движения тел переменной массы. Ускорение тела переменной массы определяется не только внешними силами {\displaystyle {\vec {F}}}, действующими на тело, но и реактивной силой {\displaystyle {\vec {F}}_{p}}, обусловленной изменением массы движущегося тела:
{\displaystyle {\vec {a}}={\frac {{\vec {F}}_{p}+{\vec {F}}}{m_{p}}}}

### Формула Циолковского
Применив уравнение Мещерского к движению ракеты, на которую не действуют внешние силы, и проинтегрировав уравнение, получим формулу Циолковского:
{\displaystyle {\frac {m_{t}}{m}}=e^{\frac {v}{u}}}
Релятивистское обобщение этой формулы имеет вид:
{\displaystyle {\frac {m_{t}}{m}}=\left({\frac {c+v}{c-v}}\right)^{\frac {c}{2u}}}
, где {\displaystyle {\vec {c}}} — скорость света.